# نوح درويش
نوح درويش هو لاعب كرة قدم ألماني محترف، من مواليد 25 سبتمبر 2006، يلعب كلاعب خط وسط في نادي برشلونة أتلتيك. وهو من أصل عراقي، ومؤهل أيضاً للعب مع المنتخب العراقي.

## مسيرة الأندية
نشأ في بلدة باد كروتسينغن، والتحق نوح بأكاديمية الشباب في نادي فرايبورغ، وفي موسم 2022–23، أصبح ضمن التشكيلة الاساسية لفريق فرايبورج تحت 17 عامًا.

## المسيرة الدولية
نوح هو لاعب دولي يلعب لمنتخب ألمانيا للشباب، ويلعب مع منتخب ألمانيا تحت 17 عامًا في موسم 2022-2023. في مايو 2023، اختير من قبل كريستيان ووك لبطولة أوروبا كقائد للمنتخب تحت 17 عامًا. وكان من بين أبرز اللاعبين في المسابقة، وحسم عدة مباريات، لتتصدرت ألمانيا مجموعتها التي تضم البرتغال وحاملة اللقب فرنسا. وكان له دورًا أساسيًا في فوز فريقه بنتيجة (5-3) على بولندا للوصول إلى نهائي البطولة، حيث قدم أربع تمريرات حاسمة وهدفين في خمس مباريات.

## روابط خارجية
- نوح درويش على موقع قاعدة بيانات كرة القدم.إي يو (الإنجليزية)
- نوح درويش على موقع Soccerway.com (الإنجليزية)
- نوح درويش على موقع عالم كرة القدم.نت (الإنجليزية)